# Leichtathletik-Weltmeisterschaften 2019/Teilnehmer (Neuseeland)
| Gelbes Symbol für Goldmedaillen mit stilisierten Olympischen Ringen | Graues Symbol für Silbermedaillen mit stilisierten Olympischen Ringen | Braundes Symbol für Bronzemedaillen mit stilisierten Olympischen Ringen |
| ------------------------------------------------------------------- | --------------------------------------------------------------------- | ----------------------------------------------------------------------- |
| —                                                                   | —                                                                     | 1                                                                       |

Der Leichtathletikverband von Neuseeland will an den Leichtathletik-Weltmeisterschaften 2019 in Doha teilnehmen. 13 Athletinnen und Athleten wurden vom neuseeländischen Verband nominiert.

## Ergebnisse

### Frauen

#### Laufdisziplinen
| Athletin        | Disziplin    | Vorlauf         | Vorlauf | Halbfinale | Halbfinale | Finale          | Finale |
| Athletin        | Disziplin    | Zeit            | Platz   | Zeit       | Platz      | Zeit            | Platz  |
| --------------- | ------------ | --------------- | ------- | ---------- | ---------- | --------------- | ------ |
| Zoe Hobbs       | 100 m        | 11,58 s         | 39      | DNQ        | DNQ        | –               | –      |
| Zoe Hobbs       | 200 m        | 23,94 s         | 42      | DNQ        | DNQ        | –               | –      |
| Camille Buscomb | 5000 m       | 15:02,19 min PB | 09      |            |            | 14:58,59 min PB | 12     |
| Camille Buscomb | 10.000 m     |                 |         |            |            | 31:13,21 min PB | 12     |
| Portia Bing     | 400 m Hürden | DSQ V           | DSQ V   | –          | –          | –               | –      |
| Alana Barber    | 20 km Gehen  |                 |         |            |            | 1:40:59 h       | 27     |

#### Sprung/Wurf
| Athletin            | Disziplin   | Qualifikation | Qualifikation | Finale     | Finale |
| Athletin            | Disziplin   | Weite/Höhe    | Platz         | Weite/Höhe | Platz  |
| ------------------- | ----------- | ------------- | ------------- | ---------- | ------ |
| Maddison-Lee Wesche | Kugelstoßen | 17,22 m       | 25            | DNQ        | DNQ    |
| Julia Ratcliffe     | Hammerwurf  | 70,45 m       | 14            | DNQ        | DNQ    |

### Männer

#### Laufdisziplinen
| Athlet             | Disziplin   | Vorlauf              | Vorlauf              | Halbfinale           | Halbfinale           | Finale               | Finale               |
| Athlet             | Disziplin   | Zeit                 | Platz                | Zeit                 | Platz                | Zeit                 | Platz                |
| ------------------ | ----------- | -------------------- | -------------------- | -------------------- | -------------------- | -------------------- | -------------------- |
| Edward Osei-Nketia | 100 m       | 10,24 s              | 26                   | DNQ                  | DNQ                  | –                    | –                    |
| Malcolm Hicks      | Marathon    |                      |                      |                      |                      | 2:17:45 h            | 27                   |
| Caden Shields      | Marathon    |                      |                      |                      |                      | 2:18:08 h            | 30                   |
| Quentin Rew        | 20 km Gehen | nicht auf Startliste | nicht auf Startliste | nicht auf Startliste | nicht auf Startliste | nicht auf Startliste | nicht auf Startliste |
| Quentin Rew        | 50 km Gehen |                      |                      |                      |                      | 4:15:54 h            | 11                   |

#### Sprung/Wurf
| Athlet      | Disziplin   | Qualifikation | Qualifikation | Finale     | Finale |
| Athlet      | Disziplin   | Weite/Höhe    | Platz         | Weite/Höhe | Platz  |
| ----------- | ----------- | ------------- | ------------- | ---------- | ------ |
| Hamish Kerr | Hochsprung  | 02,22 m       | 23            | DNQ        | DNQ    |
| Jacko Gill  | Kugelstoßen | 21,12 m       | 07            | 21,45 m    | 7      |
| Tomas Walsh | Kugelstoßen | 21,92 m       | 01            | 22,90 m AR | Bronze |